# Ludus Dacicus

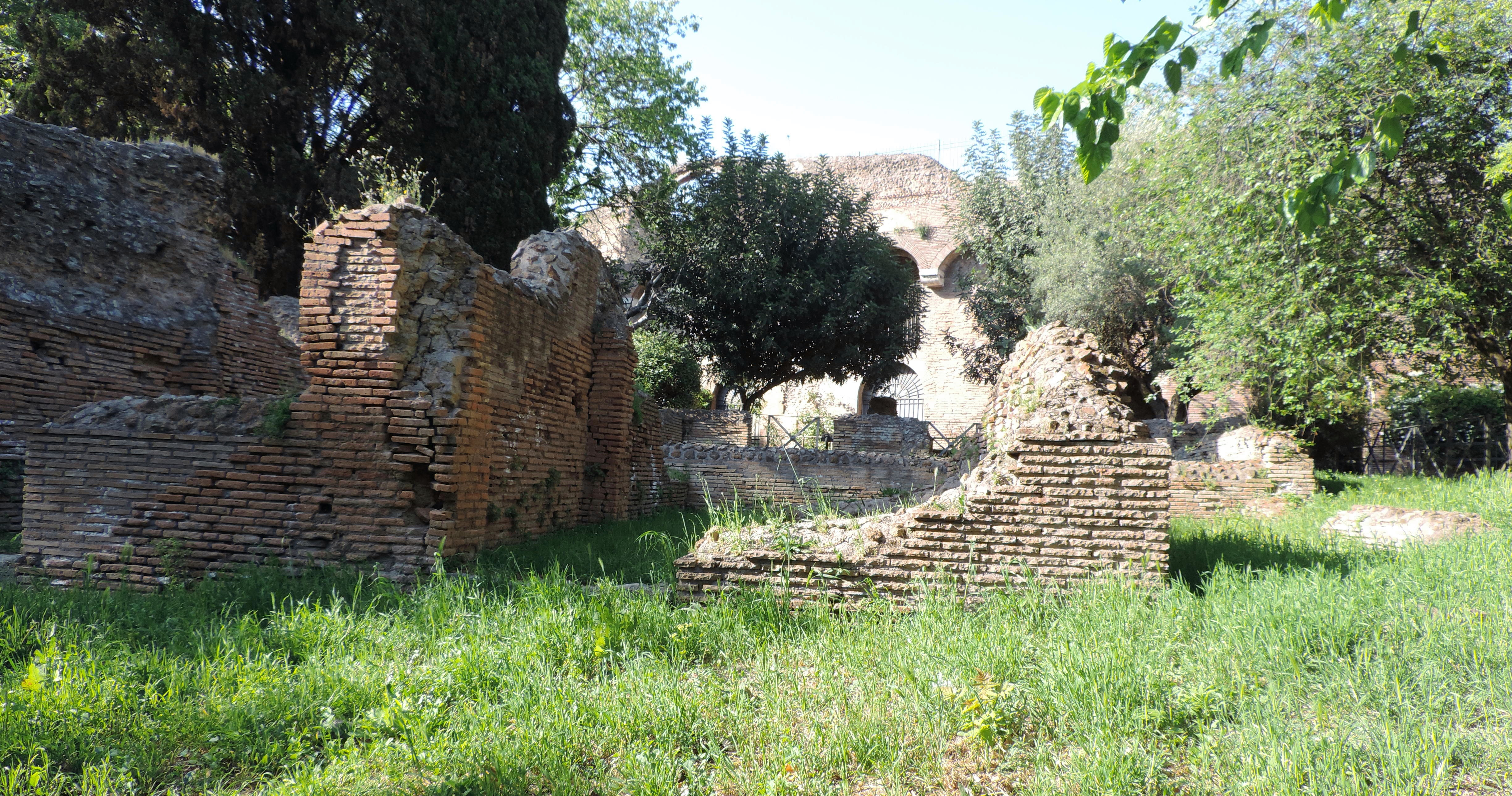
Image représentant les ruines de l'école de gladiateurs de daces à Rome

Le Ludus Dacicus ou l'école de formation de gladiateurs daces était l'une des quatre écoles de formation de gladiateurs (ludi) de la Rome antique. Il a été fondé par Domitien puis complété par Trajan et été utilisé pour entraîner des gladiateurs choisis parmi les prisonniers daces que les deux empereurs ont capturés durant les guerres daciennes. Il été situé à l'est du Colisée, sur les flancs du Caelius.

## Histoire
Des prisonniers daces ont été faits à de nombreuses reprises par les romains et très souvent forcés à se battre dans les arènes. Dion Cassius mentionne
que près de 31 av J.C., après la bataille d'Actium, Auguste a pris les prisonniers daces et les a fait combattre dans l'arène comme des gladiateurs contre des Suèves captifs, cela pouvait durer plusieurs jours.